# Crnoruki hvataš
Crnoruki hvataš (lat. Ateles geoffroyi) vrsta je primata iz porodice hvataša koji živi u Srednjoj Americi. Rasprostranjen je na području od južnog Meksika do istočne Paname. Najveća mu je prijetnja uništavanje staništa.

## Izgled
Kao i svi majmuni pauci ima dosta mršavo tijelo s dugim, tankim nogama i dugim repom. Tijelo je dugo 31-63 centimetara, dok je rep dug 64-86 centimetara. Mužjaci su nešto veći i teži od ženki sa svojih 7,5 do 9 kilograma, dok ženke teže 6-8 kilograma. Ruke su duge i kukaste, nemaju palca. Krzno mu je crvenkasto smeđe do crne boje. Trbuh i unutrašnjost nogu nešto su svjetliji od ostatka tijela. Ruke i noge su tamni, baš kao i lice.

## Način života
Dnevna je životinja. Također je i arborealna; živi na drvetu, pa je vrlo vješt penjač. Živi u skupinama sastavljenim od 30 do 100 životinja, koje se svakodnevno u potrazi za hranom dijele u manje podskupine. Biljojed je, hrani se prvenstveno plodovima, ali ponekad i listovima te drugim biljnim dijelovima.
Gestacija traje oko 230 dana, a rezultat je obično jedna novorođena jedinka, koju majka doji oko 20 mjeseci. Spolno sazrijeva nakon četiri ili pet godina.

## Vanjske poveznice
- Informationen bei Animal Diversity Web
- Podaci i fotografije